# Bad Helmstedt
Bad Helmstedt is een plaats in de Duitse gemeente Helmstedt, deelstaat Nedersaksen, en telt 145 inwoners (2003). Het ligt ruim 3 km ten oosten van de stad, in het bosgebied Lappwald. 
Het is een voormalig kuuroord, dat tegenwoordig nog de status van staatlich anerkannter Erholungsort heeft. De minerale bron,  die hier  in 1745 leidde tot het ontstaan van het kuurbedrijf , droogde in 1894 op.
Er staan nu alleen nog enkele villa's en de schouwburg van Helmstedt. 
Zie verder onder: Helmstedt (stad).